# Józef Porzycki
Józef Porzycki (ur. 24 maja 1932 w Barwałdzie Średnim, koło Wadowic, zm. 9 stycznia 1998 w Sosnowcu) – polski geolog, specjalista w zakresie geologii złóż surowców mineralnych, zwłaszcza węgla kamiennego.

## Młodość
Ojciec Hieronim, matka Elżbieta Grzesiek.
W latach 1939–1945 uczęszczał do Polskiej Publicznej Szkoły Powszechnej w Barwałdzie Średnim. We wrześniu 1945 rozpoczął naukę w Państwowym Gimnazjum i Liceum im. Marcina Wadowity w Wadowicach. Po uzyskaniu świadectwa dojrzałości podjął studia na Wydziale Leśnictwa Uniwersytetu Jagiellońskiego w Krakowie.
Od władz UJ otrzymał propozycję podjęcia studiów geologicznych w Donieckim Instytucie Przemysłowym. Do Doniecka wyjechał pod koniec sierpnia 1951. Podczas studiów odbył wiele praktyk terenowych na Kaukazie i Uralu, a także w kilku zagłębiach węglowych, m.in. w Kuźnieckim, Podmoskiewskim, Donieckim i Peczorskim. Pod koniec studiów wybrał specjalizację w zakresie stratygrafii i geologii złóż węgla.
Na podstawie pracy Stratygrafia i otwornice dolnego karbonu zachodniego skrzydła głównej antykliny kizyłowskiej, w czerwcu 1956 otrzymał dyplom inżyniera geologa. W lipcu tego samego roku uznany on został przez Ministerstwo Szkolnictwa Wyższego za równoważny z polskim dyplomem magistra inżyniera geologa.

## Praca
Na podstawie nakazu pracy został skierowany do Instytutu Geologicznego w Warszawie. Pracę w Zakładzie Złóż Węgli Brunatnych, kierowanym przez Edwarda Ciuka, podjął we wrześniu 1956. Do stycznia 1957 pracował na stanowisku geologa, a następnie – asystenta.
Podczas pracy w tym Zakładzie projektował prace geologiczne i dokumentował liczne trzeciorzędowe złoża węgli brunatnych: Gubin, Jordanów Śląski, Korfantów, Świecie-Gródek, Tarczew, Włocławek i inne. W 1959 przygotował założenia geologiczne dla otworu Kryłów na Lubelszczyźnie.
W październiku 1959 został służbowo przeniesiony do Górnośląskiej Stacji Terenowej Instytutu Geologicznego w Czeladzi, gdzie podjął badania karbońskiej formacji węglonośnej. Początkowo zajmował się Górnośląskim Zagłębiem Węglowym, a następnie Lubelskim Zagłębiem Weglowym.
W 1960 został starszym asystentem, a w 1963 – adiunktem. W tym samym roku objął kierownictwo Pracowni Złóż w Górnośląskiej Stacji Terenowej w Sosnowcu. W latach 1965–1981 pełnił funkcję kierownika Zakładu Złóż Węgli Kamiennych i Surowców Mineralnych. Od 1974 przejął również obowiązki zastępcy kierownika Oddziału Górnośląskiego IG.
Wynikiem jego badań karbońskiej formacji węglonośnej na Lubelszczyźnie było opracowanie podziału litostratygraficznego lubelskiego karbonu oraz wykreślanie granic Lubelskiego Zagłębia Węglowego. W latach 1968–1971 udokumentował złoże węgla kamiennego Łęczna w kategorii C2. Za tę dokumentację otrzymał w 1972 zespołową Nagrodę Państwową I Stopnia. Na złożu Łęczna Główne Biuro Studiów i Projektów Górniczych w Katowicach podjęło w 1975, we współpracy z Józefem Porzyckim, przygotowania do budowy kopalni pilotująco-wydobywczej w Bogdance.
W kwietniu 1981 J. Porzycki uzyskał stopień doktora nauk przyrodniczych za pracę Utwory węglonośne wizenu i namuru Lubelszczyzny, przygotowanej pod kierunkiem Jerzego Znoski. W 1982 J. Porzycki objął funkcję kierownika Oddziału Górnośląskiego IG w Sosnowcu.
W 1986 przebywał na kontrakcie w Algierii, analizując tam możliwość występowania złóż węgla kamiennego w utworach karbonu Sahary algierskiej. Po powrocie, w lipcu 1986, został mianowany docentem. W lutym 1991 uzyskał stopień doktora habilitowanego nauk przyrodniczych w zakresie geologii za rozdziały zamieszczone w monografii Karbon Lubelskiego Zagłębia Węglowego. Monografia ta, pod redakcją Zdzisława Dembowskiego i Józefa Porzyckiego, została opublikowana w 1988.
J. Porzycki uczestniczył w Międzynarodowych Kongresach Geologicznych w Madrycie, Moskwie (1984) i Pekinie.
Za swój dorobek naukowy i organizacyjny otrzymał wiele odznaczeń instytutowych, resortowych i państwowych.
W styczniu 1993 nagła choroba uniemożliwiła mu kontynuowanie dotychczasowych prac. Zmarł w styczniu 1998 w Sosnowcu.

## Odznaczenia i nagrody
- Złoty Krzyż Zasługi 1970
- Nagroda Państwowa I stopnia (zespołowa) 1972
- Medal 30-lecia Polski Ludowej 1974
- Odznaka honorowa „Za zasługi dla Lubelszczyzny” 1976
- Odznaka „Zasłużony Pracownik Instytutu Geologicznego” 1979
- Krzyż Kawalerski Orderu Odrodzenia Polski 1979
- Złota Odznaka „Zasłużony dla polskiej geologii” 1980
- Medal 40-lecia Polski Ludowej 1984
- Srebrna Odznaka „Zasłużony dla górnictwa PRL” 1984
- Złota Odznaka „Zasłużony dla górnictwa PRL” 1987
- Odznaka Zasłużonego Działacza SITG 1988
- Złota Odznaka Państwowego Instytutu Geologicznego 1994

## Wybrane publikacje
- Dembowski Z., Porzycki J., 1967, Wyniki prac geologiczno-poszukiwawczych prowadzonych w nowo odkrytym Lubelskim Zagłębiu Węglowym, Przegl. Geol. v. 15, nr 1, s. 4-10, Warszawa.
- Porzycki J., Zieliński A., 1968, Westphalian sequence in the western part of the Upper Silesian Coal Basin, International Geological Congress, XXIII Session, Prague 1968. Guide to Excursion No C43, Poland. Geology of the Upper Silesian Coal Basin, s. 65-72.
- Porzycki J., 1970, Korelacja litostratygraficzna profilów karbonu z poszczególnych rejonów Lubelskiego Zagłębia Węglowego, Kwart. Geol., t. 14, nr 4, s. 903-904, Warszawa.
- Porzycki J., 1970, Lubelskie Zagłębie Węglowe, Przewodnik XLII Zjazdu Polskiego Towarzystwa Geologicznego, Lublin, 3-5 września 1970, s. 33-55, Wydawnictwa Geologiczne, Warszawa.
- Porzycki J., 1972, Seria mułowcowa piętra westfalu dolnego Górnośląskiego Zagłębia Węglowego, Prace IG, t. 61, s. 467-500, Warszawa.
- Porzycki J., 1976, Budowa geologiczna Centralnego Okręgu Węglowego w Lubelskim Zagłębiu Węglowym, Przegl. Geol., v.24, nr 7, s. 385-393, Warszawa.
- Porzycki J., 1978, Obecny stan rozpoznania Lubelskiego Zagłębia Węglowego i perspektywy dalszych poszukiwań złóż węgli kamiennych, Przegl. Geol., v.26, nr 9, s. 516-522, Warszawa.
- Dembowski Z., Porzycki J., 1988, Karbon Lubelskiego Zagłębia Węglowego, Prace IG, 122, Warszawa.

## Źródła
- Albin Zdanowski, 1999, Józef Porzycki 1932-1998, Przegl. Geol., Wspomnienia, v. 47, nr 3, s. 216-217, Warszawa.